# Vesele, Domanivka
Vesele (în ucraineană Веселе) este un sat în comuna Mostove din raionul Domanivka, regiunea Mîkolaiiv, Ucraina.

## Demografie
Componența lingvistică a localității Vesele
     Ucraineană (94,12%)
     Rusă (5,88%)
Conform recensământului din 2001, majoritatea populației localității Vesele era vorbitoare de ucraineană (94,12%), existând în minoritate și vorbitori de rusă (5,88%).